# Газан (мис)
45°26′10″ пн. ш. 36°34′05″ сх. д. / 45.43611° пн. ш. 36.56806° сх. д.
Газа́н (крим. Qazan) — мис, одна з північних точок Керченського півострова на території Керченського району (АР Крим), на березі Азовського моря поблизу села Юркине.
Берегова лінія місцями урвиста. Мис розташований на південний захід від мису Хроні.
На південь у Керченський півострів вдається бухта Булганак.